# Harry Potter és a Félvér Herceg (filmzene)

Daniel Radcliffe Harry Potter szerepében (2003)

J. K. Rowling Harry Potter és a Félvér Herceg című film zenéjét Nicholas Hooper, híres brit komponista szerezte. A Potter-széria hatodik része Hooper második munkája volt, ugyanis ő szerezte a 2007-ben megjelent Harry Potter és a Főnix Rendje filmzenéjét. A hatodik részben minden eddiginél több (28) szám található, ám mivel valamennyien rövidek a filmzene teljes hosszúsága nem változott jelentős mértékben. 
A lemez 2009. augusztus 1-jén bekerült a Billboard 200 listájára. 2009-ben pedig Grammy-díjra jelölték.
| Sorszám | Cím (Szabad fordításban)                                      | Hosszúság |
| ------- | ------------------------------------------------------------- | --------- |
| 1       | Opening (Nyitány)                                             | 2:53      |
| 2       | In Noctem (Az éjszaka)                                        | 2:00      |
| 3       | The Story Begins (A történet elkezdődik)                      | 2:05      |
| 4       | Ginny (Ginny)                                                 | 1:30      |
| 5       | Snape & the Unbreakable Vow (Piton és a Megszeghetetlen Eskü) | 2:50      |
| 6       | Wizard Wheezes (A Varázsvicc Vállalat)                        | 1:42      |
| 7       | Dumbledore's Speech (Dumbledore beszéde)                      | 1:31      |
| 8       | Living Death (Az élőhalál)                                    | 1:55      |
| 9       | Into the Pensieve (A merengő)                                 | 1:45      |
| 10      | The Book (A könyv)                                            | 1:44      |
| 11      | Ron's Victory (Ron győzelme)                                  | 1:44      |
| 12      | Harry & Hermione (Harry és Hermione)                          | 2:52      |
| 13      | School! (Iskola!)                                             | 1:05      |
| 14      | Malfoy's mission (Malfoy küldetése)                           | 2:53      |
| 15      | The Slug Party (A Lump Klub)                                  | 2:11      |
| 16      | Into the Rushes (A hajszolásba)                               | 2:33      |
| 17      | Farewell Aragog (Aragog búcsúja)                              | 2:08      |
| 18      | Dumbledore's Foreboding (Dumbledore balsejtelme)              | 1:18      |
| 19      | Of Love & War (A szeretetről és a háborúról)                  | 1:17      |
| 20      | When Ginny Kissed Harry (Amikor Ginny megcsókolta Harry-t)    | 2:38      |
| 21      | Slughorn's Confession (Lumpsluck beismerése)                  | 3:33      |
| 22      | Journey to the Cave (Utazás a barlangba)                      | 3:08      |
| 23      | The Drink of Despair (A kétségbeesés itala)                   | 2:44      |
| 24      | Inferi in the Firestorm (Inferusok a tűzviharban)             | 1:53      |
| 25      | The Killing of Dumbledore (Dumbledore meggyilkolása)          | 3:34      |
| 26      | Dumbledore's Farewell (Dumbledore búcsúja)                    | 2:22      |
| 27      | The Friends (A barátok)                                       | 2:00      |
| 28      | The Weasley Stomp (A Weasley-mulatság)                        | 2:51      |

## Fordítás
- Ez a szócikk részben vagy egészben  a   Harry Potter and the Half-Blood Prince (soundtrack) című angol Wikipédia-szócikk fordításán alapul.  Az eredeti cikk szerkesztőit annak laptörténete sorolja fel. Ez a jelzés csupán a megfogalmazás eredetét és a szerzői jogokat jelzi, nem szolgál a cikkben szereplő információk forrásmegjelöléseként.